# Gran Premio Impanis-Van Petegem 2016
La 6.ª edición del Gran Premio Impanis-Van Petegem fue una carrera ciclista qué se disputó el 17 de septiembre de 2016 en Bélgica sobre un recorrido de 200,4 kilómetros. 
Hizo parte del UCI Europe Tour en su máxima categoría 1.HC
La carrera fue ganada por el corredor Fernando Gaviria del equipo Etixx-Quick Step, en segundo lugar Timothy Dupont (Verandas Willems) y en tercer lugar Maximiliano Richeze (Etixx-Quick Step).

## Equipos participantes
Tomaron parte en la carrera 20 equipos: los 12 UCI ProTeam, 9 equipos Profesionales Continentales y 5 equipos Continental invitados por la organización. Cada formación estuvo integrada por 8 ciclistas, formando así un pelotón de 160 corredores (el máximo permitido en carreras ciclistas).
| WorldTeams (6)- BMC Racing Team - Lotto-Soudal - Etixx-Quick Step - Orica-BikeExchange - Katusha - Lotto NL-Jumbo Equipos continentales profesionales (9)- Direct Énergie - Fortuneo-Vital Concept - Roompot-Oranje Peloton - Stölting Service Group - Topsport Vlaanderen-Baloise - Wanty-Groupe Gobert - Wilier Triestina-Southeast - Delko-Marseille Provence-KTM - Team Roth Equipos continentales (5)- Color Code-Arden'Beef - Crelan-Vastgoedservice - Veranclassic-Ago - Verandas Willems - Wallonie Bruxelles-Group Protect |
| |

## Clasificación final
- Las clasificaciones finalizaron de la siguiente forma:[3]

| \| Clasificación general \| Clasificación general \| Clasificación general \| Clasificación general \| Clasificación general \| \| Ciclista \| Ciclista \| Equipo \| Tiempo \| \| \| --------------------- \| --------------------- \| -------------------------------- \| --------------------- \| --------------------- \| \| 1.º \| Fernando Gaviria \| Etixx-Quick Step \| 4 h 37 min 20 s \| \| \| 2.º \| Timothy Dupont \| Verandas Willems \| + 0 s \| \| \| 3.º \| Maximiliano Richeze \| Etixx-Quick Step \| + 0 s \| \| \| 4.º \| Tom Van Asbroeck \| LottoNL-Jumbo \| + 0 s \| \| \| 5.º \| Magnus Cort \| Orica-BikeExchange \| + 0 s \| \| \| 6.º \| Aleksandr Porsev \| Katusha \| + 0 s \| \| \| 7.º \| Kevyn Ista \| Wallonie Bruxelles-Group Protect \| + 0 s \| \| \| 8.º \| Robin Stenuit \| Wanty-Groupe Gobert \| + 0 s \| \| \| 9.º \| Michael Carbel \| Stölting Service Group \| + 0 s \| \| \| 10.º \| Marco Haller \| Katusha \| + 0 s \| \| |                     |                                  |                 |
| |                     |                                  |                 |
| Fuente: ProCyclingStats |                     |                                  |                 |
| Clasificación general |                     |                                  |                 |
| Ciclista | Ciclista            | Equipo                           | Tiempo          |
| 1.º | Fernando Gaviria    | Etixx-Quick Step                 | 4 h 37 min 20 s |
| 2.º | Timothy Dupont      | Verandas Willems                 | + 0 s           |
| 3.º | Maximiliano Richeze | Etixx-Quick Step                 | + 0 s           |
| 4.º | Tom Van Asbroeck    | LottoNL-Jumbo                    | + 0 s           |
| 5.º | Magnus Cort         | Orica-BikeExchange               | + 0 s           |
| 6.º | Aleksandr Porsev    | Katusha                          | + 0 s           |
| 7.º | Kevyn Ista          | Wallonie Bruxelles-Group Protect | + 0 s           |
| 8.º | Robin Stenuit       | Wanty-Groupe Gobert              | + 0 s           |
| 9.º | Michael Carbel      | Stölting Service Group           | + 0 s           |
| 10.º | Marco Haller        | Katusha                          | + 0 s           |

## UCI Europe Tour
El Gran Premio Impanis-Van Petegem otorga puntos para el UCI Europe Tour 2016 para corredores de equipos en las categorías UCI ProTeam, Profesional Continental y Equipos Continentales. La siguiente tabla corresponde al baremo de puntuación:
| Posición   | 1.º | 2.º | 3.º | 4.º | 5.º | 6.º | 7.º | 8.º | 9.º | 10.º | 11.º | 12.º | 13.º | 14.º | 15.º | 16.º-30.º | 31.º-40.º |
| Puntuación | 200 | 150 | 125 | 100 | 85  | 70  | 60  | 50  | 40  | 35   | 30   | 25   | 20   | 15   | 10   | 5         | 3         |

| Posición | Ciclista            | Equipo             | Puntos |
| -------- | ------------------- | ------------------ | ------ |
| 1.º      | Fernando Gaviria    | Etixx-Quick Step   | 200    |
| 2.º      | Timothy Dupont      | Verandas Willems   | 150    |
| 3.º      | Maximiliano Richeze | Etixx-Quick Step   | 125    |
| 4.º      | Tom Van Asbroeck    | Lotto NL-Jumbo     | 100    |
| 5.º      | Magnus Cort         | Orica-BikeExchange | 85     |